# Piotr Hoser

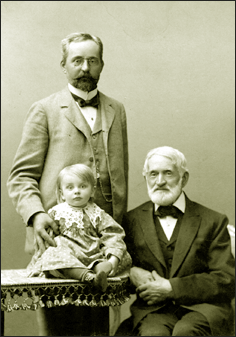
Hoserowie: Piotr Hoser I wraz z synem Piotrem Ferdynandem oraz wnukiem Piotrem Tadeuszem, ok. 1902

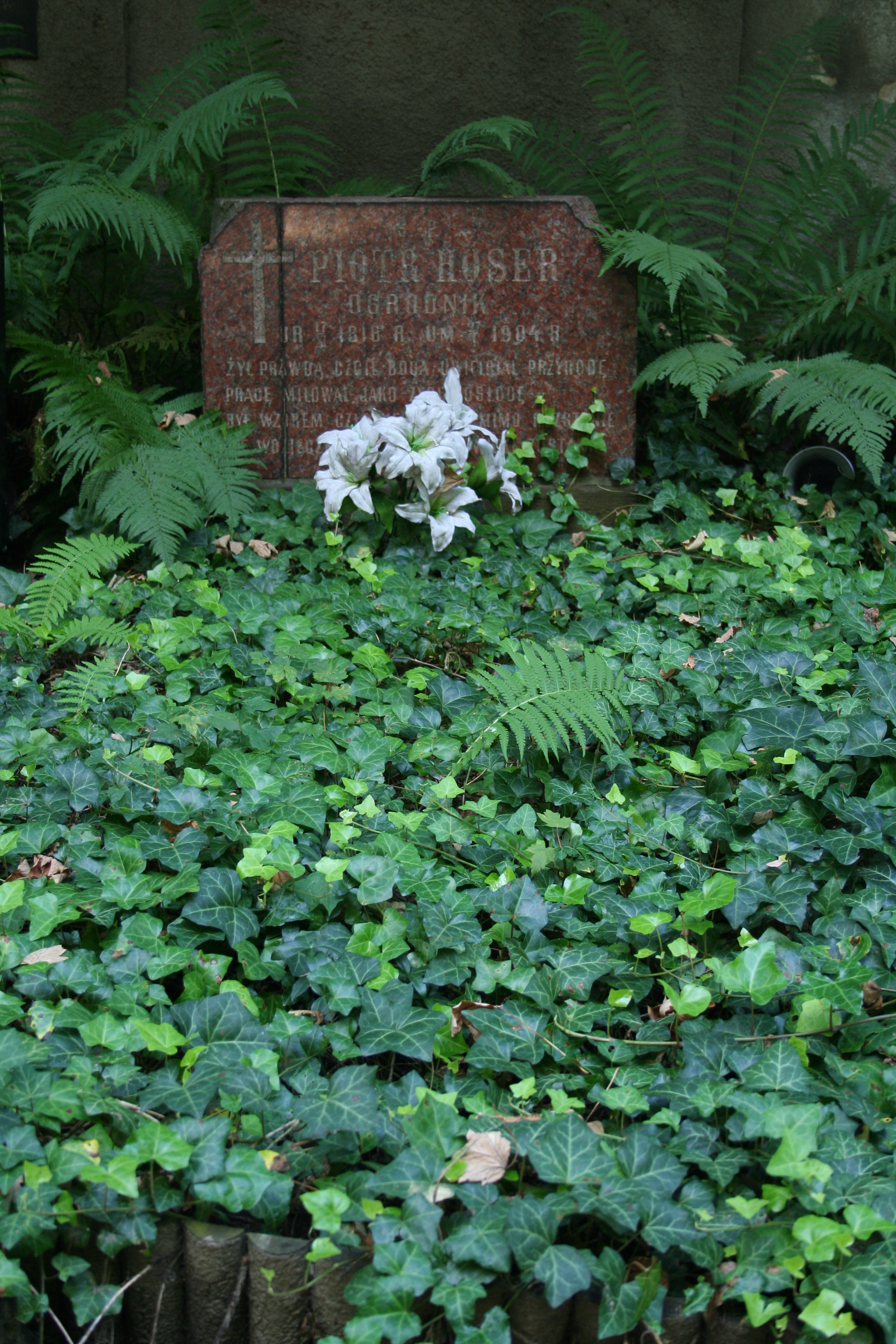
Grób Piotra Hosera na warszawskim cmentarzu Powązkowskim

Piotr Hoser, Piotr Hoser I (ur. 17 listopada 1818 w Svojku, zm. 27 stycznia 1904 w Warszawie) – ogrodnik miejski pochodzenia niemieckiego, protoplasta warszawskiej rodziny hodowców roślin – Hoserów, współzałożyciel przedsiębiorstwa Zakład Ogrodniczy Braci Hoser.

## Życiorys
Pochodził z ubogiej niemieckiej rodziny zamieszkałej w Czechach. Syn Jana Krzysztofa Hosera i Elżbiety z domu Heime. W młodości praktykował w ogrodach hrabiów Kinskych. Następnie pracował w zawodzie w Pradze i w Wiedniu, gdzie został nadwornym ogrodnikiem barona Hugla. W 1846 roku sprowadzony do Warszawy przez ówczesnego kuratora Ogrodu Saskiego, Michała Bończę-Brujewicza. W latach 1846–1853 pełnił funkcję głównego ogrodnika Ogrodu Saskiego w Warszawie. Założył m.in. szklarnię i hodowlę roślin na potrzeby Ogrodu. W 1848 roku założył przy ul. Nowogrodzkiej w Warszawie wzorcową szkółkę drzewek owocowych i roślin ozdobnych, którą w 1850 roku wraz z braćmi Wincentym i Pawłem przekształcił w firmę Zakład Ogrodniczy Braci Hoser.
Założone przez niego przedsiębiorstwo ogrodnicze stale było rozbudowywane i w drugiej połowie XIX wieku zajmowało znaczną część terenów wzdłuż Alej Jerozolimskich, przy ul. Młynarskiej, na Rakowcu i w Żbikowie.
Piotr Hoser był współzałożycielem Towarzystwa Ogrodniczego Warszawskiego. Publikował na łamach Ogrodnika Polskiego. Wraz z bratem Wincentym był autorem Katalogu Roślin Hodowlanych.
W 1896 wycofał się z firmy pozostawiając jej dalsze prowadzenie synom.

## Upamiętnienie
Wkład Hoserów upamiętniono nazywając na ich cześć poniższe rośliny ozdobne: Thuja occidentalis ‘Hoseri’, Taxus baccata ‘Aurea Hoseri’, Betula ‘Hoseri’, Malus x purpurea ‘Hoseri’, Syringa vulgaris ‘Profesor Piotr Hoser’.

## Życie prywatne
W 1848 roku Piotr Hoser zawarł małżeństwo z luteranką Emilią z domu Böhme. Miał z nią dziewięcioro dzieci. Jednym z nich był Piotr Ferdynand Hoser.
Zmarł w 1904 roku, spoczywa na cmentarzu Powązkowskim w Warszawie (kw. 182 pod murem-I-1).